# Dambo (Niger)
Dambo (auch: Danbo, Dembo) ist ein Dorf in der Landgemeinde Dan-Issa in Niger.

## Geographie
Das von einem traditionellen Ortsvorsteher (chef traditionnel) geleitete Dorf liegt etwa zwei Kilometer nordwestlich der Staatsgrenze zu Nigeria. Es befindet sich rund 25 Kilometer östlich des Hauptorts Dan-Issa der gleichnamigen Landgemeinde, die zum Departement Madarounfa in der Region Maradi gehört. Zu den Siedlungen in der näheren Umgebung von Dambo zählen Guidan Basso im Nordwesten, Tapkin Guiwa im Nordosten und Garin Liman im Westen.
Dambo ist Teil der Übergangszone zwischen Sahel und Sudan. Die durchschnittliche jährliche Niederschlagsmenge beträgt hier zwischen 500 und 600 mm.

## Geschichte
In Dambo wurde 1914 einer der ersten Zollposten eingerichtet, an dem beim grenzüberschreitenden Handel zwischen dem damals französischen Niger und dem damals britischen Nigeria Abgaben zu entrichten waren. Die schlecht ausgebildeten und wenig kontrollierten Zöllner kamen aus den Reihen der tirailleurs sénégalais. Bei einem nach der Ernährungskrise von 2005 von der dänischen Sektion von CARE International von 2006 bis 2009 durchgeführten Projekt zur Vorbeugung und Bewältigung von Ernährungskrisen wurde in Dambo wie in 50 weiteren Orten in Niger ein gemeinschaftliches Frühwarn- und Notfallsystem aufgebaut.

## Bevölkerung
Bei der Volkszählung 2012 hatte Dambo 1067 Einwohner, die in 124 Haushalten lebten. Bei der Volkszählung 2001 betrug die Einwohnerzahl 1065 in 163 Haushalten und bei der Volkszählung 1988 belief sich die Einwohnerzahl auf 2833 in 416 Haushalten.
Die Bevölkerungsdichte in diesem Gebiet ist für nigrische Verhältnisse hoch.

## Wirtschaft und Infrastruktur
Das Gebiet der Ebenen im südlichen Teil der Region Maradi, in dem Dambo liegt, ist von einer anhaltenden Degradation der ackerbaulichen Flächen gekennzeichnet, die mit der hohen Bevölkerungsdichte in Zusammenhang steht. Es gibt eine Schule im Dorf.